# Витрук, Андрей Авксентьевич
Андрей Авксентьевич Витрук — советский военный деятель, генерал-майор.

## Биография
Родился в 1906 году в Виннице. Член КПСС.
С 1937 года — на хозяйственной, общественной и политической работе. В 1937—1971 гг. — инженер, начальник цеха, главный инженер по паровозостроению завода «Красный Профинтерн» в городе Бежица, секретарь Бежицкого горкома партии, слушатель 2-месячных Высших курсов усовершенствования политсостава РККА, начальник политотдела 48-й отдельной легкотанковой бригады Особой Краснознаменной Дальневосточной армии, слушатель академических курсов усовершенствования командного состава Военной академии бронетанковых и механизированных войск, начальник политотдела танковой бригады Калининского фронта, военный комиссар танковой бригады на Северо-Западном фронте, начальник политотдела 16-го танкового корпуса 2-й гвардейской танковой армии, заместитель начальника основного факультета Военной академии им. М. В. Фрунзе по политической части, начальник политотдела, член военного совета отдельной механизированной армии в Румынии, начальник политотдела НИИ-4, руководитель Главного испытательного космического центра имени Г. С. Титова, научный консультант НИИ-4, заместитель главного конструктора КБ транспортно-химического машиностроения Министерства общего машиностроения СССР.
Умер в Москве в 1992 году. Похоронен на Бабушкинском кладбище.